# Maxime Gonalons
Maxime Gonalons (Vénissieux, 1989. március 10. –) francia válogatott labdarúgó, aki a francia Clermont Foot játékosa.

## Klubcsapatban
2009. július 6-án írta alá első profi szerződését az Olympique Lyonnais csapatával. Augusztus 25-én a UEFA-bajnokok ligája selejtezőjében, az RSC Anderlecht ellen mutatkozott be, Jérémy Toulalan heléyre állt be a 73. percben. Első bajnoki gólját 2010. január 16-án a AS Nancynak lőtte.
A 2017-es nyári átigazolási időszakban az AS Roma leigazolta Gonalonst 5 millió € ellenében.
2018 nyarán a spanyol Sevilla vette kölcsön a következő szezonra.

## Válogatott
2011. november 11-én az amerikaiak elleni barátságos mérkőzésen mutatkozott be a válogatottban.

## Karrier statisztika
A táblázat a 2017. július 2-ig lejátszott mérkőzéseket veszi számításba.
| Klub           | Szezon         | Bajnokság      | Bajnokság | Bajnokság | Francia kupa | Francia kupa | Coupe de la Ligue | Coupe de la Ligue | Nemzetközi | Nemzetközi | Összes | Összes |
| Klub           | Szezon         | Division       | Apps      | Gólok     | Apps         | Gólok        | Apps              | Gólok             | Apps       | Gólok      | Apps   | Gólok  |
| -------------- | -------------- | -------------- | --------- | --------- | ------------ | ------------ | ----------------- | ----------------- | ---------- | ---------- | ------ | ------ |
| Lyon           | 2009–10        | Ligue 1        | 15        | 1         | 2            | 0            | 1                 | 0                 | 9          | 1          | 27     | 1      |
| Lyon           | 2010–11        | Ligue 1        | 23        | 0         | 0            | 0            | 1                 | 0                 | 4          | 0          | 28     | 0      |
| Lyon           | 2011–12        | Ligue 1        | 35        | 2         | 5            | 0            | 4                 | 0                 | 8          | 1          | 52     | 3      |
| Lyon           | 2012–13        | Ligue 1        | 35        | 3         | 1            | 0            | 0                 | 0                 | 6          | 1          | 42     | 4      |
| Lyon           | 2013–14        | Ligue 1        | 36        | 0         | 2            | 0            | 4                 | 0                 | 12         | 1          | 54     | 1      |
| Lyon           | 2014–15        | Ligue 1        | 35        | 1         | 3            | 0            | 1                 | 0                 | 4          | 1          | 43     | 2      |
| Lyon           | 2015–16        | Ligue 1        | 33        | 0         | 3            | 0            | 1                 | 0                 | 5          | 0          | 42     | 0      |
| Lyon           | 2016–17        | Ligue 1        | 30        | 1         | 2            | 0            | 0                 | 0                 | 12         | 0          | 43     | 1      |
| Lyon           | Összes         | Összes         | 242       | 8         | 16           | 0            | 13                | 0                 | 60         | 5          | 333    | 13     |
| Karrier összes | Karrier összes | Karrier összes | 242       | 8         | 16           | 0            | 13                | 0                 | 60         | 5          | 331    | 13     |

## Sikerei, díja
Olympique Lyonnais
- Francia kupa: 2011-12
- Francia szuperkupa-győztes: 2012